# マーク・ジャクソン (アメリカンフットボール)
マーク・ジャクソン（Mark Jackson 1963年7月23日- ）はイリノイ州シカゴ出身の元アメリカンフットボール選手。1986年から1994年まで9シーズンをNFLのデンバー・ブロンコスなどでプレイした。

## 経歴
少年の頃、インディアナ州テレホートで過ごし地元の高校からパデュー大学に進学、1986年のNFLドラフト6巡目でデンバー・ブロンコスに指名されて入団した。ブロンコス時代第21回、第22回、第24回と3度のスーパーボウルに出場したがチャンピオンリング獲得はならなかった。1987年1月11日に行われたクリーブランド・ブラウンズとのAFCチャンピオンシップゲームではザ・ドライブと呼ばれた攻撃で試合時間残り39秒にジョン・エルウェイから同点となるタッチダウンパスをキャッチした。1987年から1992年までチームメートのワイドレシーバー、バンス・ジョンソン、リッキー・ナティエルと共にスリー・アミーゴスと呼ばれた。
1993年に前年までブロンコスヘッドコーチだったダン・リーブスがヘッドコーチとなったニューヨーク・ジャイアンツへ移籍、1994年途中にインディアナポリス・コルツへ移籍、シーズン終了と共に引退した。